# Conus dominicanus
Conus dominicanus é uma espécie de gastrópode do gênero Conus, pertencente à família Conidae.